# Hokusai Kacušika
Hokusai Kacušika (japonsky 葛飾北斎, Kacušika Hokusai; původně zřejmě Hokusai Kawamura; říjen-listopad 1760 Edo – 10. května 1849) byl japonský umělec, malíř a dřevorytec období Edo, kterého nejvíce proslavily jeho dřevotisky žánru ukijo-e. Je autorem třináctidílného skicáře Hokusai manga (začal na něm pracovat v roce 1814) a sbírky dřevotisků 36 pohledů na horu Fudži (byla vytvořena v letech 1823–1829). Je považován za jednu z největších postav žánru ukijo-e neboli „obrazů prchavého světa“. Jeho umění bylo důležitým zdrojem inspirace mnoha evropských malířů, zvláště impresionistů jako byli Claude Monet nebo Vincent van Gogh. V Americe ovlivnil zejména Jamese McNeilla Whistlera. Hokusai a Hirošige enormně ovlivnili světovou krajinomalbu.

## Životopis
Hokusai (původním jménem Tokitaro) se narodil ve městě Edo (dnešní Tokio) v 9. měsíci 10. roku období Horeki (říjen 1751 – červen 1764) v řemeslnické rodině. Jeho nevlastní otec, Nakadžima Issai, byl výrobcem zrcadel. Hokusaie adoptoval. Možná byl i jeho vlastním synem, jehož počal s konkubínou, čemuž by napovídalo to, že Hokusai nebyl zahrnut do jeho pozůstalosti. Malování se intenzivně věnoval od pěti let. V dětství prý pracoval v knihkupectví, což ho patrně později ovlivnilo v jeho zájmu o knižní ilustrace a tiskařství. Od patnácti do osmnácti se učil dřevorytcem. Poté nastoupil ke studiu u malíře a dřevotiskaře Kacukawy Šunšóa, který talentovanému žáku dovolil označovat svá díla pseudonymem Šunro Kacukawa.  Hledal vlastní cestu v tvorbě, studoval způsob malby jiných škol (Tosa, Kanó), zajímal se i o čínské malířství. Jeho ignorování mistrových uměleckých postupů však zapříčinilo jeho vyloučení v roce 1785. Krátce působil v malířské dílně Tawarya Sóri. 
V roce 1798 si založil vlastní malířskou školu a přejmenoval se na Hokusai Tomisa. Usilovně pracoval, vytvářel grafické listy, vydával knihy barevných dřevořezů. Psal i vlastní poezii a prózu. Jeho první známé tisky zachycují herce divadla kabuki. Mezi roky 1796 a 1802 vytvořil pravděpodobně až 30 000 knižních ilustrací a barevných tisků. Přírodní scenérie doplňoval lidskými postavami, vytvářel složité kompozice. Často se inspiroval obyčejným životem Japonců, tradicemi a legendami. V roce 1824 vydal knihu Nové formy pro návrhy s novými vzory pro ozdobné prošívání sašiko. Své nejtypičtější práce vytvořil v letech 1830 až 1840. Velmi ceněny jsou Hokusaiovy práce v žánru surimono, což byly tisky vydávané soukromě pro zvláštní příležitosti - novoroční a jiné pozdravy, hudební programy a oznámení, výběr soukromých veršů. Vycházely v limitovaných edicích a tisk byl velmi kvalitní. Kromě jemných barev používal zlato, stříbro a bronz.
Hokusai je též známý díky svým erotickým malbám stylu šunga. Ve skutečnosti byla většina z nich jen reklamami pro veřejné domy a divadla, představení nebo portréty idolů, herců a děvčat z čajoven. Jeho Fukudžusó, série dvanácti tisků oslavujících smyslnost a náruživost, je považována za jedno ze tří největších děl stylu šunga. I když Hokusai studoval různé umělecké styly, jeho práce si uchovala stylovou nezávislost a osobitost. Seznámil se s evropskou malbou a užitím perspektivy, v prvních letech 19. století začal používat techniku stínování v tzv. západních tiscích (např. Člun bojující s vlnami, Hora Fudži viděná v Takahaši nebo Dvanáct tváří Jocuji).
Ačkoli se proslavil nejvíce svými drobnými tisky a ilustracemi, vytvářel i obrovské obrazy (až 200 metrů čtverečních) mytologických postav před festivaly v Edu i Nagoje. Rád své umění veřejně prezentoval, a to i co se týče fáze tvorby - jednou ji dokonce předváděl šógunovi (vojenský vůdce Japonska, který byl sice teoreticky podřízen císaři, ale ve skutečnosti byl reálným vládcem země). Byl extrovert a jeho povaha byla neklidnou, o čemž svědčí, že za svůj život vystřídal 90 bytů a také zhruba dvacítku uměleckých pseudonymů.
Až do konce svého života zůstal dychtivým studentem a na smrtelné posteli prohlásil: „Kdyby mi nebesa darovala ještě dalších pět let, stal bych se velkým malířem“. I ve vysokém věku maloval každý den, hledal nová témata a formy, nebál se experimentovat. Poslední dochovanou prací je tisk Zeměměřič z roku 1848. Ve stáří často na svých obrazech používal podpis Stařec posedlý kreslením. Zemřel 10. května 1849.
Po jeho smrti byly kopie některých jeho prací poslány do Evropy a Ameriky a spolu s pracemi ostatních ukijo-e umělců ovlivnily takové západní mistry, jako byli Vincent van Gogh a Paul Gauguin. Hokusai je obecně více oceňován na Západě než v Japonsku. V polovině 19. století byly mnohé práce japonských dřevotiskařů vyvezeny do Evropy, a to hlavně do Paříže, kde se staly předmětem sběratelské činnosti. Získaly si popularitu mezi impresionisty, jakými byli např. Claude Monet, Edgar Degas a Henri de Toulouse-Lautrec, jejichž práce byly ovlivňované japonským uměním.

### Rodina
V roce 1793 zemřela Hokusaiova první manželka, která mu zanechala dvě dcery a syna. Roku 1797 se malíř podruhé oženil, manželka se jmenovala Koto. Na přelomu let 1812–1813 strávil Hokusai, který prožil většinu času v Edu a obrazy krajin vytvářel hlavně podle obrázkových knih, šest měsíců v Nagoji u svého žáka Gekkotei Bokusena (月光亭墨僊). Zde vznikly první náčrty pro jeho knihu Hokusai Manga (北斎漫画). V roce 1821 zemřela jedna z jeho dcer z prvního manželství a roku 1828 podruhé ovdověl. Navíc v roce 1829 přivedly dluhy jeho vnuka z hazardních her domácnost do finančních problémů. Musel načas opustit Tokio a změnil si jméno, aby unikl věřitelům. V té době se Hokusaiova dcera z druhého manželství Kacušika Ói rozvedla se svým mužem, výtvarníkem Minamisawou Tómeiem, a vrátila se do otcovy domácnosti. Zdědila výtvarné nadání po otci, a tak v jeho dílně vytvářela pod svým – a někdy i pod otcovým – jménem návrhy k dřevorytům.

## Dílo

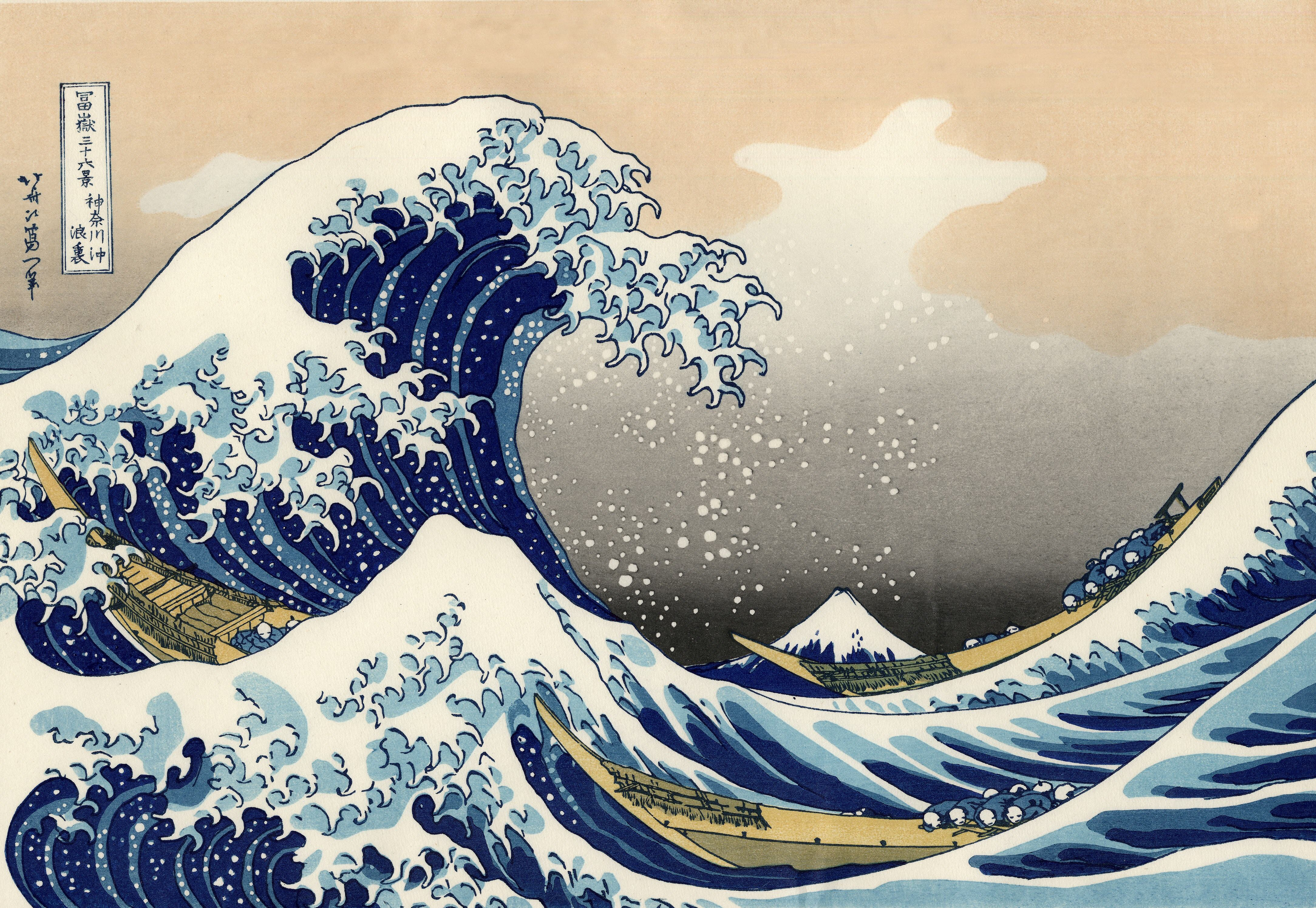
Velká vlna u pobřeží Kanagawy – Hokusai Kacušika. Metropolitní muzeum umění, New York.

Díky vysokému věku, jehož se Hokusai dožil, tvořil umělecky velmi dlouho, ale svá zásadní díla vytvořil až po 60. roce života. Jeho nejpopulárnějším dílem je série tisků ukijo-e 36 pohledů na horu Fudži (富嶽三十六景 Fugaku Sandžúrokkei) vytvořená v letech 1826 až 1833. Skládá se ze 46 obrazů (10 bylo přidáno později) zobrazujících horu Fudži z různých úhlů, vzdáleností a v různých ročních dobách. Ale Hokusai vytvořil úchvatné obrazy s mnoha různými náměty od květů, ptáků až po scény z legend nebo každodenního života (sbírky dřevorytů Gwashiki a Gwafu). Mezi další významná díla z pozdní doby patří série Osm pohledů na Rjúkjú a Básníci Číny a Japonska.
Jeho zřejmě nejznámější práce je Velká vlna u pobřeží Kanagawy. Na obraze je velká vlna pohlcující lidi a lodě se vzdálenou horou Fudži, jež se zdá malá ve srovnání s mohutnou vlnou. Tvrdí se, že to je momentka zachycující každodenní práci; je možné vidět překvapené muže na loďkách vezoucích ryby. Někdy je vlna na obraze mylně označována jako cunami (津波), ale správný výraz je okinami (沖波), tedy velká příbřežní vlna.
Hokusaiovým nejobsáhlejším dílem je 15svazková sbírka Hokusai Manga (北斎漫画), kniha–skicář přetékající důmyslnými skicami a vydaná v roce 1814. Měly demonstrovat žákům základy kreslířského umění a byly věnovány různým tématům (architektura, krajiny, zápasníci sumó atd.). Karikatury s veselými scénami obsažené ve dvanáctém svazku se často považují za předchůdce dnešního kresebného stylu manga.

## Galerie

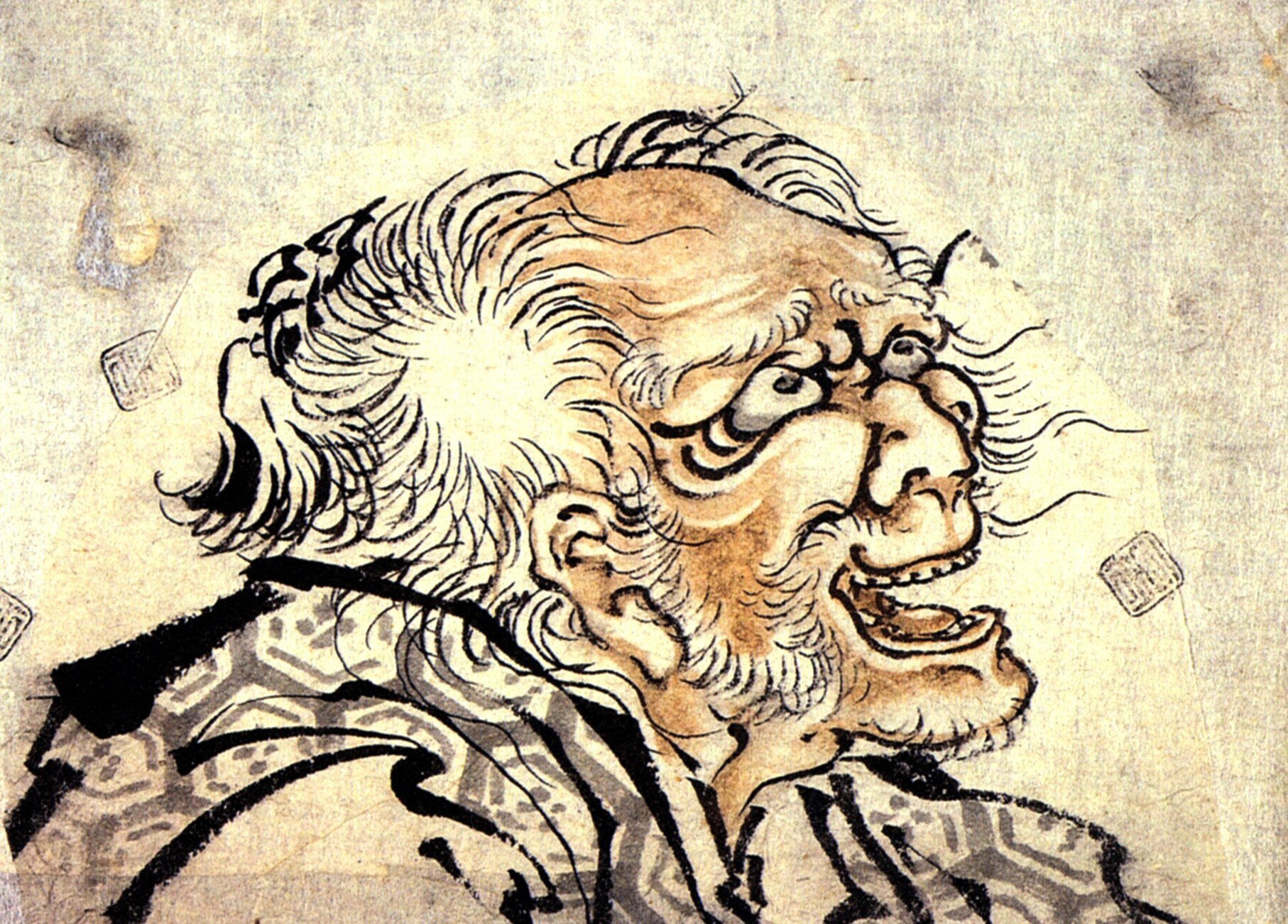
Hlava starce
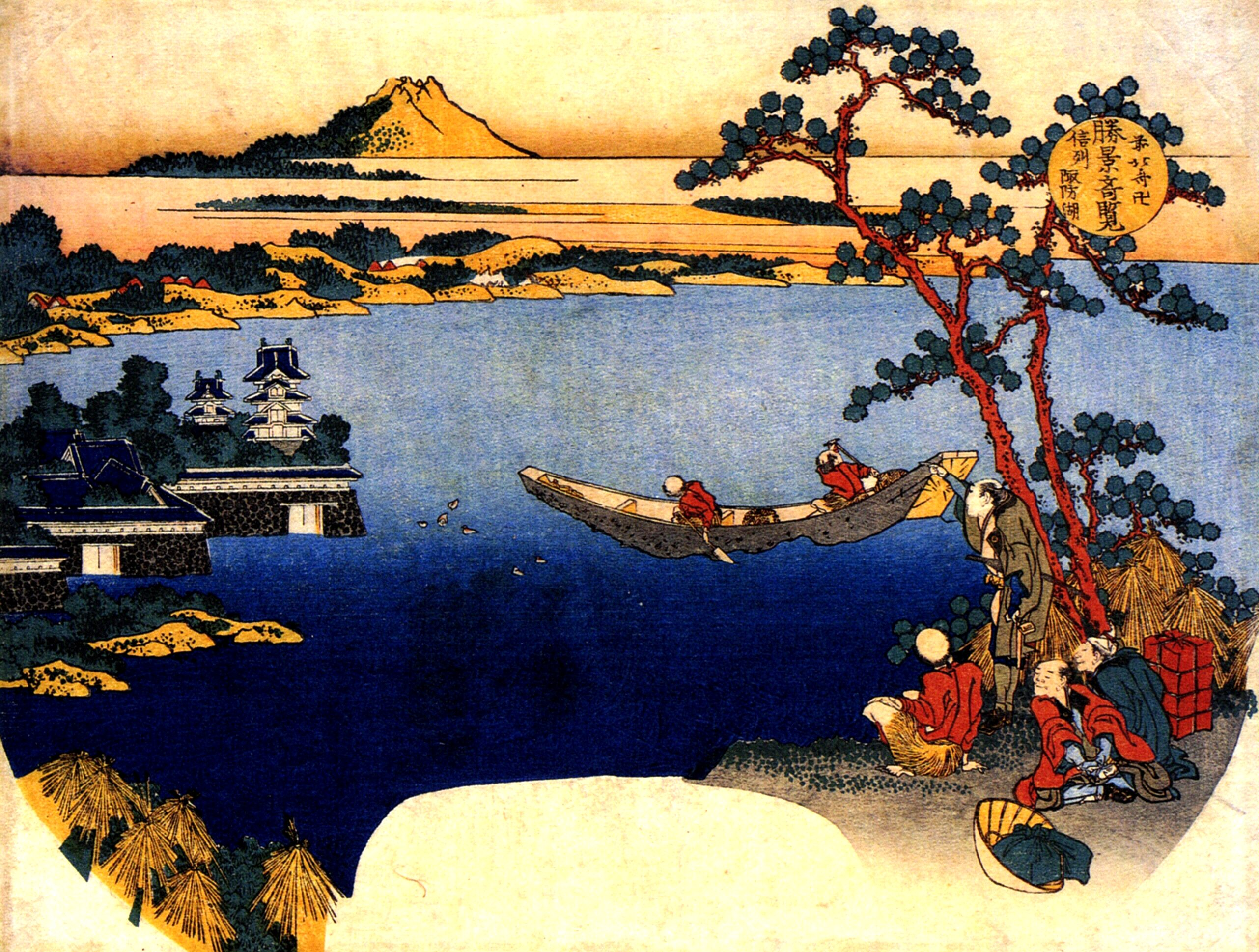
Pohled na jezero Suwa
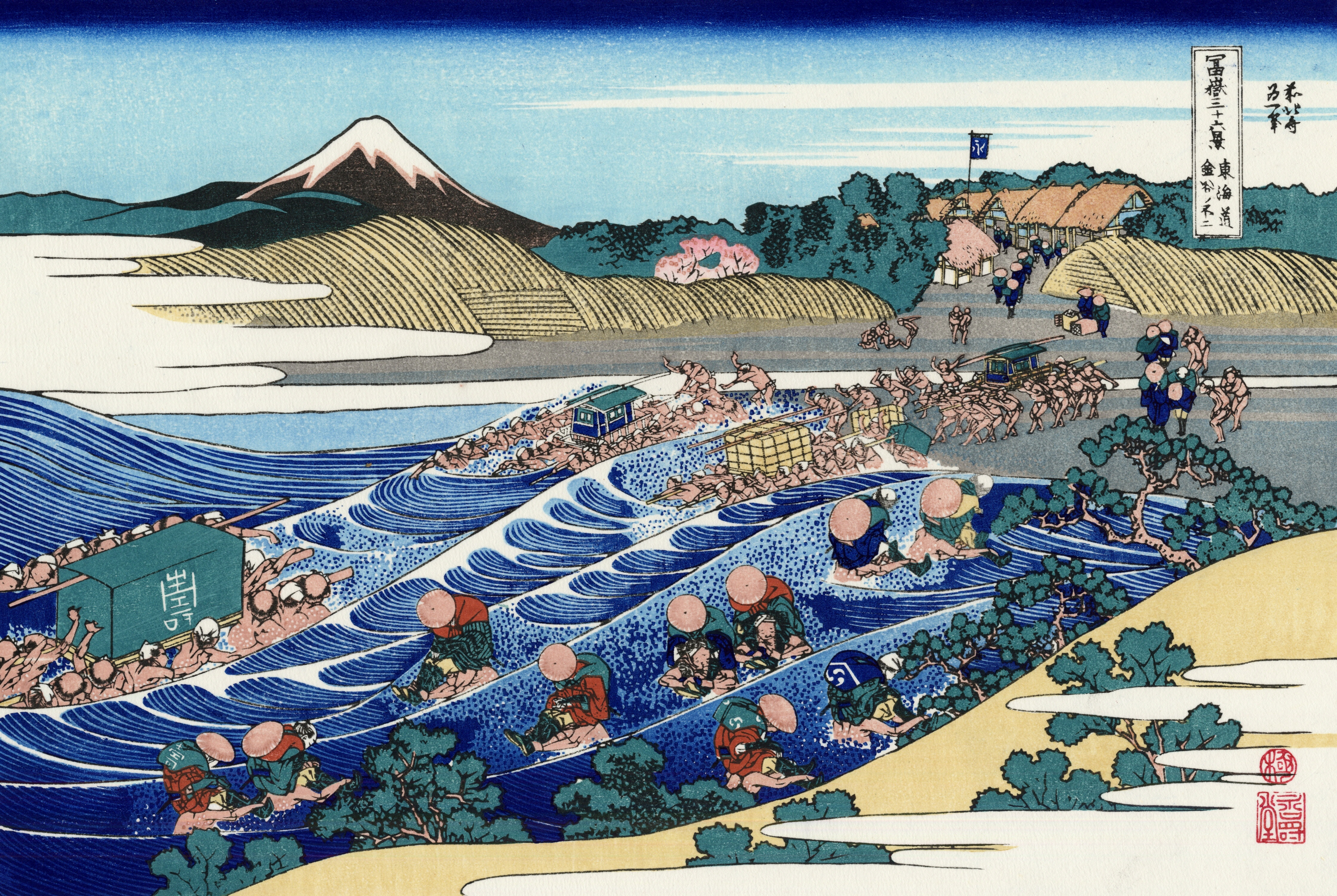
Fudžisan
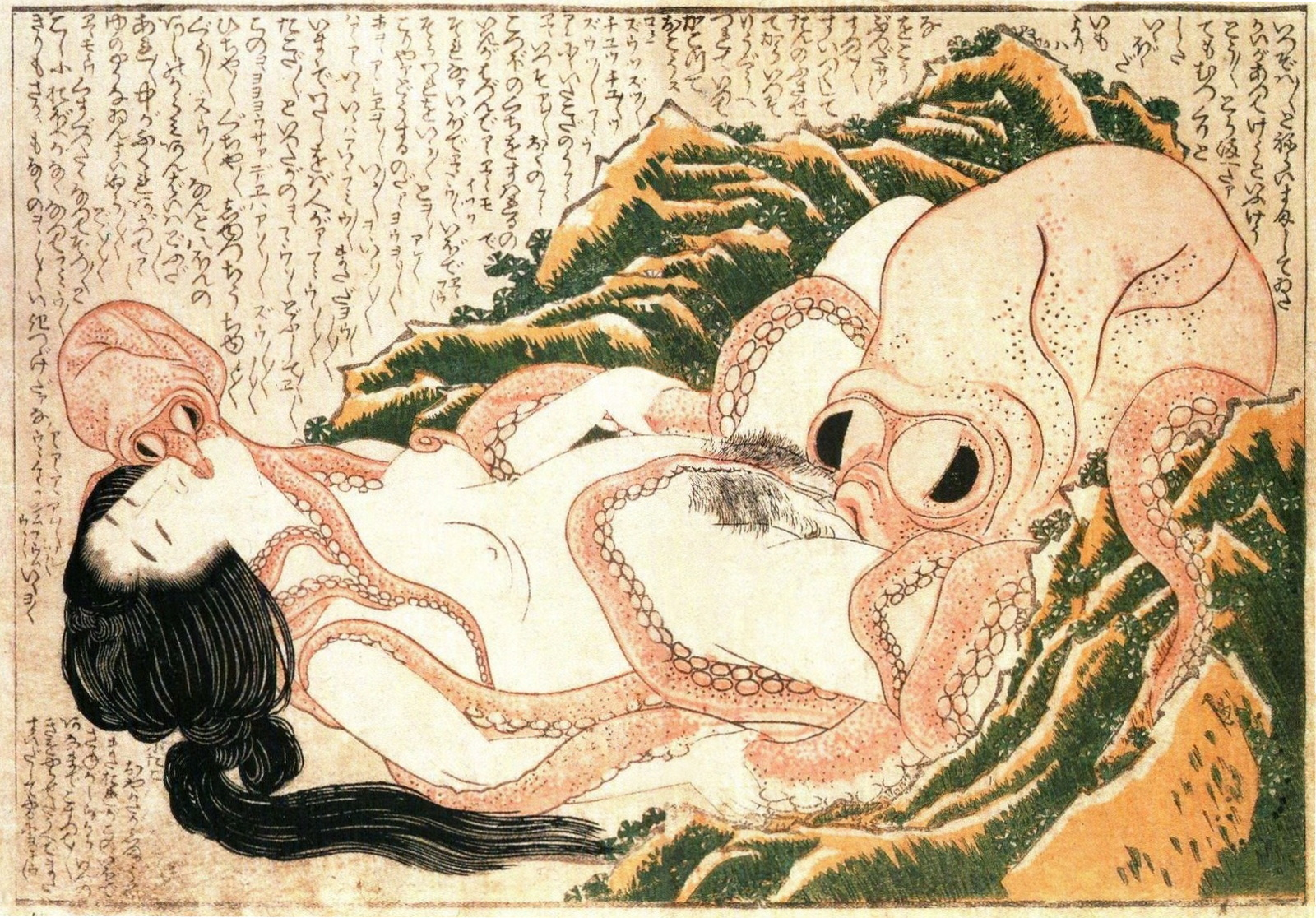
Sen rybářovy manželky